# Thelcticopis cuneisignata
Thelcticopis cuneisignata är en spindelart som beskrevs av Pater Chrysanthus 1965. Thelcticopis cuneisignata ingår i släktet Thelcticopis och familjen jättekrabbspindlar. Inga underarter finns listade i Catalogue of Life.